# Parablennius opercularis
Parablennius opercularis är en fiskart som först beskrevs av Murray, 1887.  Parablennius opercularis ingår i släktet Parablennius och familjen Blenniidae. Inga underarter finns listade i Catalogue of Life.